# Näckrostjärnen (Åsarne socken, Jämtland)
Näckrostjärnen är en sjö i Bergs kommun i Jämtland och ingår i Ljungans huvudavrinningsområde.